# 1974 în informatică
- 1973 în informatică — 1974 în informatică — 1975 în informatică

1974 în informatică a însemnat o serie de evenimente noi notabile:

## Premiul Turing
- Donald E. Knuth